# آلپ ارسلان: امپراتوری بزرگ سلجوقی
آلپ ارسلان: امپراتوری بزرگ سلجوقی (به ترکی استانبولی: Alparslan: Büyük Selçuklu) یک مجموعه تلویزیونی در ژانر تاریخ ترکمن و داستانی به نویسندگی سردار اوزونالان، کارگردانی سدات اینجی و تهیه کنندگی امره کونوک است. این سریال نمایاننده رخدادهای پیش از رستاخیز: امپراتوری بزرگ سلجوقی در یک بازهٔ ۱۶ ساله از آغازگاه نبرد کاپترون تا محاصره آنی (۱۰۶۴) (پايان فصل يكم) می‌باشد. در این مجموعه بازیگر ترکیه ای بارش اردوچ، در نقش آلپ ارسلان ایفای نقش می‌کند. این سریال به تاریخ ایران در زمان آلپ ارسلان و همچنین زندگی خود وی می‌پردازد. 
آلپ ارسلان: امپراتوری بزرگ سلجوقی در استودیوهای فیلم بین‌المللی تی‌آرتی ۱ در مکان‌های مختلف از جمله ساکاریا، استانبول و کوجائلی فیلمبرداری شد. موسیقیدان گوکهان کردار، آهنگ آغازین را تنظیم کرده‌است، در حالی که نوازندگان قزاق موسیقی‌های متن سریال را با استفاده از سازهای ترکی ساخته‌اند .این سریال به دلیل اینکه بخش هایی مهم ازحقایق تاریخی را تغییر داده و اشاره زیادی به ایران، یعنی سرزمین اصلی داستان نکرده، مورد انتقادات فراوانی از سوی بسیاری از افراد قرار گرفته است.

## بازیگران
- باریش اردوچ در نقش آلپ ارسلان: ملک سلجوقی (شاهزاده).[۱]
- مهمت اوزگور در نقش نظام الملک: یک مقام سلجوقی. اوزگور نقش خود را از رستاخیز: امپراتوری بزرگ سلجوقی ادامه می‌دهد.[۱]
- فخریه اوجن در نقش آکچا خاتون: علاقه آلپ ارسلان.[۱]
- باریش باغجی در نقش طغرل بیک: مؤسس سلسله سلجوقیان.[۲]
- اردینچ گولنر در نقش چغری بیک: پدر آلپ ارسلان.

## عوامل و شخصیت‌های سریال
| شخصیت                 | بازیگر          | تعداد قسمت | توضیحات |
| --------------------- | --------------- | ---------- | --- |
| سلطان آلپ ارسلان      | باریش آردوچ     | ۱-         | دومین پادشاه سلسله قدرتمند سلجوقیان در ایران. او فرزند چغری بیگ و برادر زاده طغرل بیگ است.                           |
| آکچا خاتون            | فخریه اوجن      | ۱-         | همسر سلطان آلپ ارسلان.                                                                                               |
| نظام الملک            | مهمت اوزگور     | ۱-         | وزیر دربار چغری بیگ، آلپ ارسلان و ملکشاه یکم.                                                                        |
| آک بیلگه              | میم کمال اوکه   | ۱-         | یکی از سران ایل قنق است.                                                                                             |
| چغری بیگ              | اردینچ گولنلر   | ۱-         | برادر طغرل بیگ، پدر سلطان آلپ ارسلان، قاورد بیگ، سلیمان و پدر بزرگ ملکشاه یکم.                                       |
| قاورد بیگ             | باتین اوچان     | ۱-         | پسر چغری بیگ، برادر زاده طغرل بیگ، پدر توران‌شاه یکم و برادر سلطان آلپ ارسلان.                                        |
| طغرل بیگ              | باریش باغجی     | ۱-         | برادر چغری بیگ، عموی سلطان آلپ ارسلان، قاورد بیگ و سلیمان. اولین فرمانروای امپراتوری سلجوقی.                         |
| سلیمان بن چغری بیک    | کورل جزایرلی    | ۱-         | پسر چغری بیگ، برادر سلطان آلپ ارسلان و قاورد بیگ.                                                                    |
| گوهر خاتون            | اصیلا اوموت     | ۱-         | خواهر سلطان آلپ ارسلان، قاورد بیگ و سلیمان.                                                                          |
|                       | زینب اوزدر      | ۱-         | |
| اودوکیا ماکرمبولیتیسا | گیزم کاراجا     | ۱-         | پرنسس بیزانس و برادرزاده ککامنوس و همچنین همسر رومانوس چهارم                                                         |
| رومانوس (دیوژن)       | سارپ لوند اوغلو | ۱-         | فرمانروای امپراطوری بیزانس بین سال‌های ۱۰۶۸–۱۰۷۱ میلادی. و دشمن سلطان آلپ ارسلان.                                     |
|                       | بوراک شافاک     | ۱-         | |
| امیر بوزان            | فرید کایا       | ۱-         | ناطق اعظم - برادر کاراجا خاتون - از دست‌اندرکاران فرمانروایی غزنویان در شهر بُست                                       |
| ابراهیم ینال          | اویغور اوزچیلک  | ۱-         | برادر مادری و پسر عموی پدری طغرل بیگ و چغری بیگ. از طرفی عموی سلطان آلپ ارسلان، قاورد بیگ، سلیمان.                   |
| آکینای                | آیشه گول اونسال | ۱-         | |
|                       | یوردیر اوکور    | ۱-         | |
| تکفور ککامنوس         | توپراک سرگن     | ۱-         | |
| شاهزاده یانیس         | متهان شاهینر    |            | پسر تکفور ککامنوس که ندانسته از سوی پدرش کشته‌می‌شود                                                                   |
| کاراجا                | رابعه سوی ترک   | ۱-         | همسر سلیمان و عروس چغری بیگ و خواهر امیر بوزان                                                                       |
| ژنرال دوکاس           | سنان توزجو      | ۱-         | سردار پیشین بیزانسی که در کنار ککاومنوس، در دژ او زندگی می‌کند. او بعداً امپراتور می‌شود: از ۱۰۵۹ تا هنگام مرگش در ۱۰۶۷ |
| باتور خان             |                 | ۱-         | سرکرده ایل بایندر |

## جدول زمانی پخش
| فصل | فصل | قسمت | تاریخ           | تاریخ |
| فصل | فصل | قسمت | شروع پخش        | کانال |
| --- | --- | ---- | --------------- | ----- |
|     | ۱   | ۱    | ۲۷ سپتامبر ۲۰۲۱ | TRT 1 |

## پیش نمایش
در ۷ سپتامبر ۲۰۲۱، امره کونوک کارگردان این سریال سکانسی برای قسمت اول منتشر کرد.